# Furzebrook
Furzebrook ist ein kleines Dorf auf der Halbinsel Isle of Purbeck in der Grafschaft Dorset im Süden von England.
Der Ort liegt etwa drei Kilometer südlich von Wareham und fünf Kilometer westlich von Corfe Castle (Ort) und Corfe Castle sowie etwa zwölf Kilometer südwestlich der großen Städte Poole und Bournemouth.
Der Name Furzebrook stammt vermutlich von den englischen Worte furze/gorse für Stechginster und brook für ein Fließgewässer. Die erste Verwendung des Namens kommt wahrscheinlich bei Furzebrook Farm vor.
Furzebrook wurde zum Zentrum der Tonindustrie. Die lokalen Vorkommen von Purbeck Ball Clay, einem Tonmineral, wurden dort abgebaut, durch sechsmonatiges wiederholtes Wenden weiterverarbeitet und mit anderen Tonarten vermischt, um diesen mehr Plastizität zu verleihen. In der Nähe von Furzebrook gab es mehrere Schmalspurbahnen, unter anderem die Furzebrook Railway, die in die Minen und Tongruben der Umgebung führten. Als die Wareham-Swanage-Nebenlinie der London and South Western Railway gebaut wurde, wurde diese durch Furzebrook geführt, sodass der Purbeck Ball Clay über diese Strecke abtransportiert werden konnte.
Furzebrook ist heute der Bahnhof für den Abtransport des Öls aus dem nahen Wytch-Farm-Ölfeld.